# Claridade

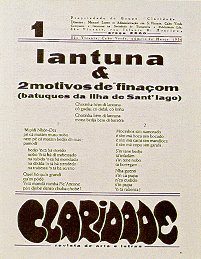
La rivista Claridade

Claridade è stata una rivista storica capoverdiana nata nel 1936.
Ha avuto il merito di unire gli intellettuali capoverdiani. Con questa rivista è nata la letteratura capoverdiana.

## Storia
Sedotti dall'argomento capoverdiano, a Capo Verde nel 1936 cinque giovani intellettuali capoverdiani, Baltasar Lopes, Manuel Lopes, Jorge Barbosa, Jaime de Figueiredo e João Lopes,, iniziando questo cammino, si sforzarono di produrre una pubblicazione non solo rivolta alla realtà dell'arcipelago ma frutto dell'arcipelago stesso, non solo in grado di alimentare le giovani menti, ma capace di mostrarsi in tutta la sua interezza al mondo esterno.
Claridade accese il faro e molti intellettuali, successivamente, facendosi illuminare la rotta da essa, arrivarono in diversi altri porti letterari. Altri autori, altre riviste seguirono il suo spirito “rivoluzionario”, continuando ad ispirarsi alla realtà delle isole e a prestare “bocca e orecchie al proprio popolo”, senza più alcun timore di definirsi “africani”, senza alcun timore di parlare di quegli aspetti negativi, ad esempio la fame, che le autorità nascondevano al mondo intero.
Claridade accese la luce e permise così “all'avventura Creola” di prendere il largo.
Claridade è quella luce che nasce all'alba, quella nuova luce che improvvisamente illumina e spazza via l'oscurità, quella nuova luce che si irradia negli occhi di chi vuol guardare un po' più avanti, perché nell'irradiarsi mette a fuoco nuovi particolari, quei particolari mai visti perché nascosti nell'opacità della vita stessa.
Le coscienze individuali si unificano dirigendosi verso un determinato progetto, che non si identifica più con l'individuo ma con il collettivo.
Il Gruppo esce fuori dall'individualità di ciascuno e tende ad affermare la propria anima capoverdiana, o meglio, l'anima della collettività degli abitanti delle isole.
Questo sentimento nuovo che si rivela nel Gruppo, considerate le origini plurirazziali della società capoverdiana, ha il merito di volere per la prima volta riunire gli abitanti delle diverse isole e di differente formazione culturale e di fornire a tutti un motivo di preoccupazione comune: mettere i piedi per terra e capire Capoverde.
Capire e rivelare Capo Verde nella sua piena capoverdianità vuol dire ampliare le aree di esperienza dell'artista, ma significa anche capire le angustie, i conflitti, le inquietudini del capoverdiano, inteso come essere definibile in relazione a una congiunzione concreta di eventi geografici, economici, sociali.